# Villars-Santenoge
Villars-Santenoge is een gemeente in het Franse departement Haute-Marne (regio Grand Est) en telt 98 inwoners (2009). De gemeente bestaat uit twee dorpskernen, namelijk Villars en het 1,9 kilometer ten zuidoosten daarvan liggende Santenoge. De plaats maakt deel uit van het arrondissement Langres.

## Geschiedenis
De dorpen Villars en Santenoge zijn ontstaan in de twaalfde eeuw door de ontginningen van cisterciënzer monniken. Lange tijd werden Villars en Santenoge bestuurd vanuit het nabijgelegen kasteel de Montroyer. Sinds 1972 zijn de dorpen samengevoegd tot één gemeente.

## Bezienswaardigheden
Villars en Santenoge bezitten allebei een kerk die stamt uit de twaalfde eeuw. De kerk van Villars wordt ongeveer eens in de twee maanden voor katholieke diensten gebruikt, de kerk van Santenoge is al geruime tijd buiten gebruik.

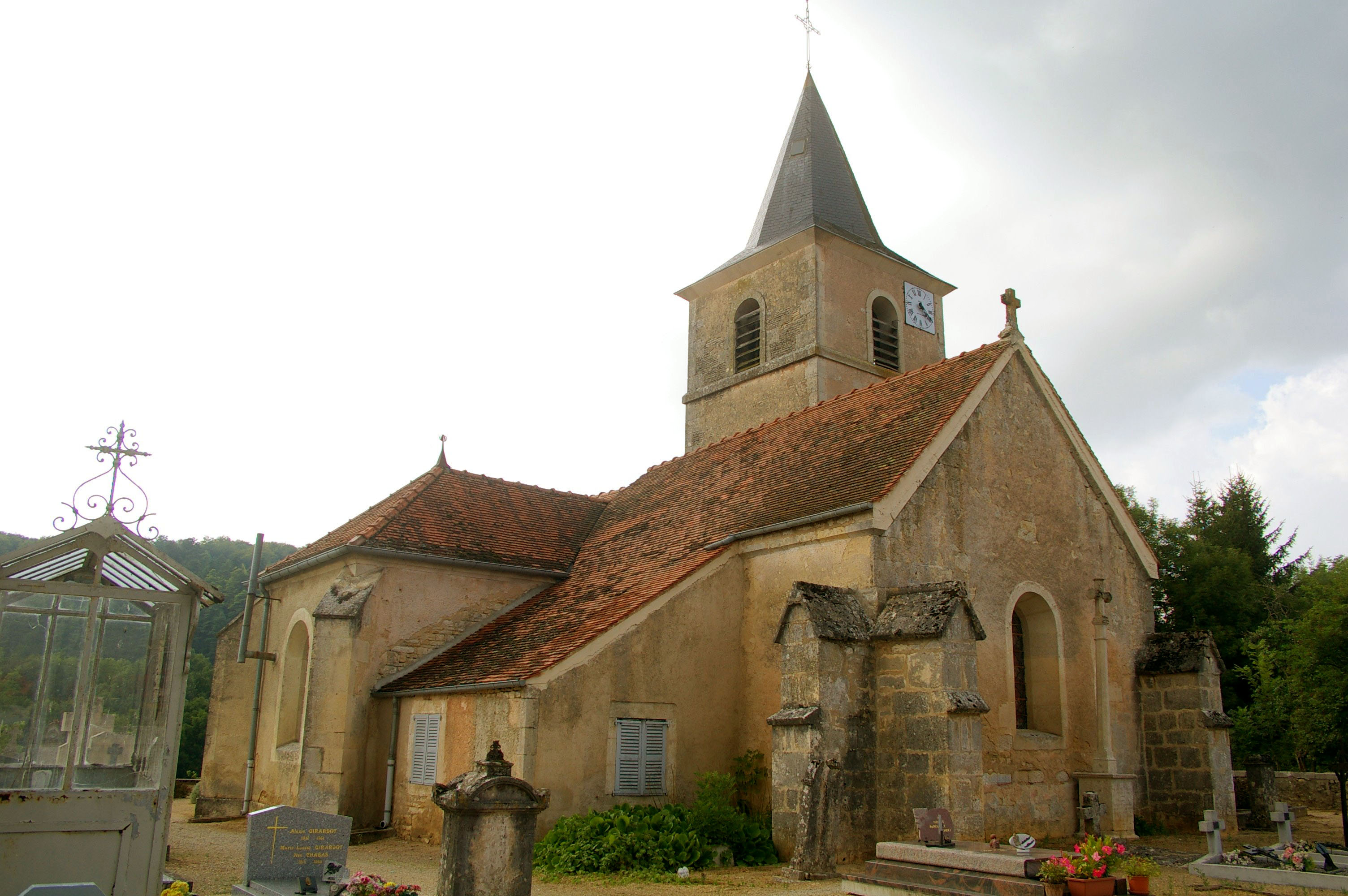

Beide dorpen hebben een oorlogsmonument waarop de gesneuvelde militairen uit de Eerste Wereldoorlog worden herdacht.
In Santenoge, aan de route d'Auberive, bevindt zich een Ecce Homo.

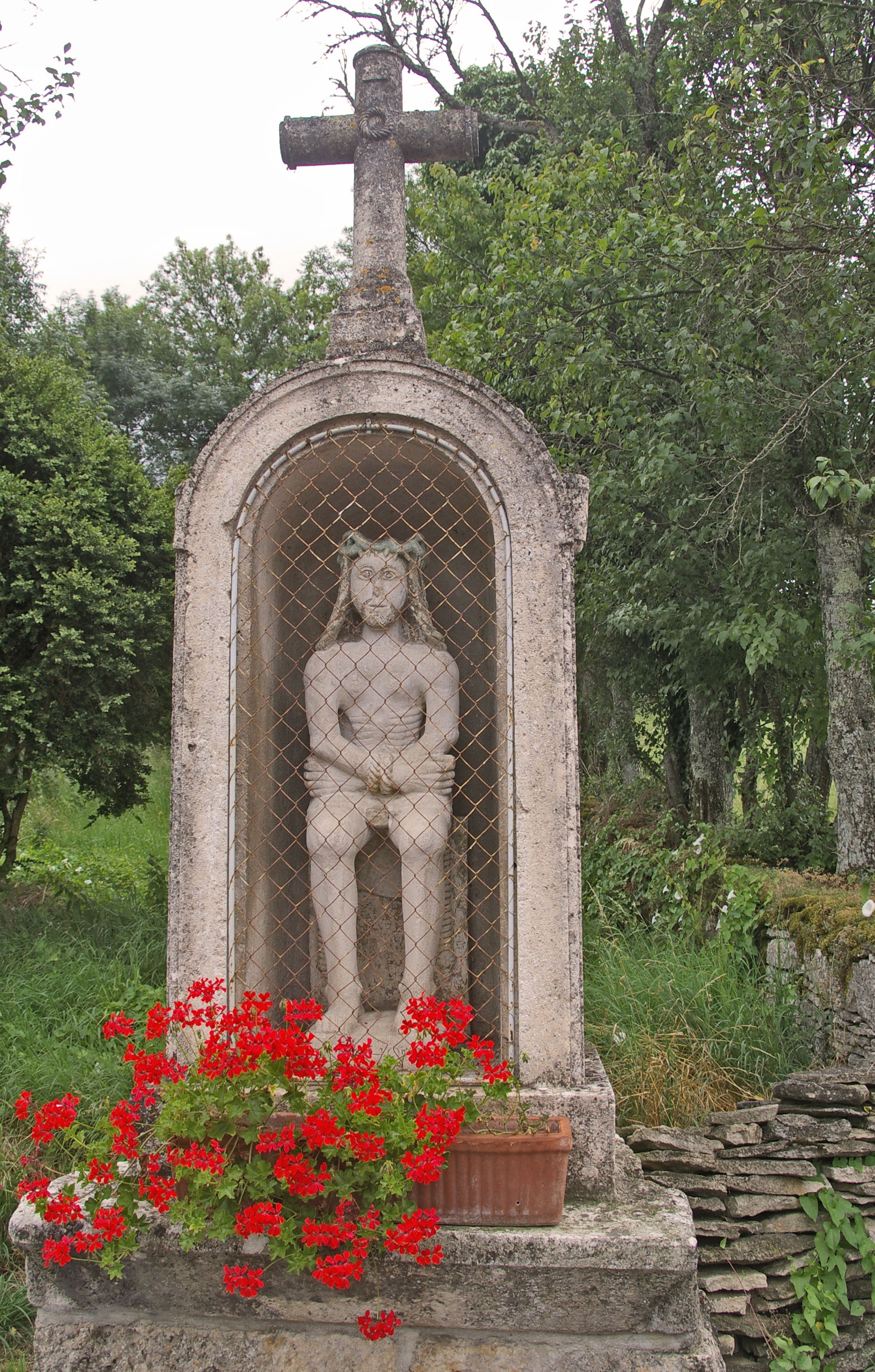

## Bijzonderheden
Villars-Santenoge had een spoorverbinding met Châtillon-sur-Seine en Dijon. Het station bevond zich in Villars. De lijn is begin jaren 80 opgeheven door de komst van de TGV. De hele infrastructuur - rails, borden, stations, seinhuisjes, viaducten en bruggen - is nog aanwezig.
In Villars staat een kleine lagere school.

## Geografie en Demografie
De oppervlakte van Villars-Santenoge bedraagt 20,8 km², de bevolkingsdichtheid is dus 4,7 inwoners per km².
Onderstaande figuur toont het verloop van het inwonertal (bron: INSEE-tellingen).

1. ↑  Populations de référence 2022.